# Occupation et annexion des pays baltes
L'occupation et annexion des pays baltes désigne la période durant laquelle ces trois États indépendants — Estonie, Lettonie et Lituanie — ont été envahis, occupés et annexés jusqu'en 1991 par la Russie soviétique.
Les trois pays sont envahis et occupés en juin 1940 par l'Union soviétique dirigée par Staline, en respect des protocoles secrets du Pacte germano-soviétique signé entre l'Allemagne nazie et l'Union soviétique le 23 août 1939, juste avant le déclenchement de la Seconde Guerre mondiale. Cette dernière voit l'Allemagne nazie déclencher le 22 juin 1941 l'opération Barbarossa et ainsi occuper à son tour les pays baltes. En juillet 1941, le Troisième Reich incorpore leurs territoires dans son Reichskommissariat Ostland, jusqu'à la reprise de contrôle par les soviétiques à la suite de l'offensive balte de 1944.
Les trois pays sont ensuite annexés de force à l'Union soviétique via la création de « républiques constituantes » en août 1940. Les États-Unis et la plupart des autres pays occidentaux et institutions internationales n'ont jamais reconnu cette annexion, la considérant comme une occupation illégale.
L'occupation soviétique de 1944 à 1991 voit l'installation de nombreux habitants de Russie et d'autres régions de l'ex-URSS dans les trois pays baltes, tandis que les langues, la religion et les coutumes locales sont réprimées. Cette colonisation est étroitement liée aux exécutions massives, aux déportations et à la répression de la population autochtone.
Au cours des deux occupations soviétiques (1940-1941 ; 1944-1991), un total de 605 000 habitants des trois pays sont tués ou déportés (135 000 Estoniens, 170 000 Lettons et 320 000 Lituaniens), tandis que leurs biens et effets personnels, ainsi que ceux des habitants qui ont fui le pays, sont confisqués et remis aux colons arrivants – personnel militaire soviétique et du NKVD, ainsi que des fonctionnaires du Parti communiste et des migrants économiques.
Les pays baltes recouvrent leur indépendance de facto en 1991 lors de la dissolution de l'Union soviétique après une longue série de manifestations pacifiques et dans le courant de l'ébranlement généralisé du Bloc de l'Est dans les années 1980. La Russie retire ses troupes entre 1993 et 1998.

## Contexte

Divisions prévues et réelles de l'Europe, selon le Pacte germano-soviétique, avec des ajustements ultérieurs.

Le 24 août 1939, tôt dans la matinée, l'Union soviétique et l'Allemagne nazie signent un pacte de non-agression de dix ans, appelé le Pacte germano-soviétique. Le pacte, qui stupéfait alors l'ensemble du monde, contient un protocole secret selon lequel les États de l'Europe du Nord et de l'Europe de l'Est sont divisés en « zones d'influence » allemande et soviétique,. Dans le nord, la Finlande, l'Estonie et la Lettonie sont assignées à la sphère soviétique,.
Le tout nouvel état de Pologne, reconstitué en 1918 est rayé de la carte et doit être partagé en cas de « réarrangement politique » – les zones à l'est des rivières Narew, Vistule et San revenant à l'Union soviétique tandis que l'Allemagne doit occuper l'ouest,.
En réalité, l'URSS dirigée d'une main de fer par Staline, cherche à implanter des bases dans les pays voisins, aux Pays Baltes pour sécuriser le golfe de Finlande par rapport à Léningrad, et en Pologne et en Roumanie pour instaurer un glacis défensif pour protéger ses frontières. Les Pays Baltes sont également une zone d'intérêt majeur pour la Russie depuis la période impériale notamment avec le port de Riga. Staline se heurte dans un premier au refus ferme de ces pays de la présence de l'Armée Rouge sur leur sol et sont soutenus par l'Angleterre. En effet, les Pays Baltes comme la Pologne, conquis et dominés depuis 1721 par l'empire russe inhibant leur développement, sont redevenus indépendants après en 1920 et la Première Guerre Mondiale l'effondrement de la Russie Impériale, l'URSS reconnaissant alors l'inviolabilité des frontières de ces pays,.
Le 6 octobre 1939, à la suite de la fin de l'invasion soviétique de la Pologne commencée le 17 septembre 1939 sur la partie orientale du pays et ce, sans déclaration de guerre préalable, les Soviétiques exercent des pressions sur la Finlande et les États baltes pour contraindre ces derniers à conclure des traités d'assistance mutuelle permettant à l'URSS de militariser la zone. La Lituanie, adjacente à la Prusse orientale, était initialement dans la sphère d'influence allemande, mais le second protocole secret convenu le 28 septembre 1939 l'attribue à l'Union soviétique. Selon ce protocole secret, la Lituanie récupérerait sa capitale historique, Vilnius, précédemment assujettie pendant la période d'entre-deux-guerres par la Pologne.
Les Soviétiques remettent en question la neutralité de l'Estonie après l'évasion d'un sous-marin polonais interné le 18 septembre. Une semaine plus tard, le 24 septembre, le ministre des Affaires étrangères estonien reçoit un ultimatum à Moscou. Les Soviétiques exigent la conclusion d'un traité d'assistance mutuelle pour établir des bases militaires en Estonie,. Les Estoniens sont contraints d'accepter des bases navales, aériennes et terrestres sur deux îles estoniennes et au port de Paldiski. L'accord correspondant est signé le 28 septembre 1939. Un traité similaire est signé le 5 octobre 1939 en Lettonie et le 10 octobre en Lituanie. Les accords permettent à l'Union soviétique d'établir des bases militaires sur le territoire des États baltes pendant la durée de la guerre en Europe et de stationner 25 000 soldats soviétiques en Estonie, 30 000 en Lettonie et 20 000 en Lituanie à partir d'octobre 1939.
La souveraineté de ces trois États est dès lors très limitée.

## Occupation soviétique et annexion (1940-1941)

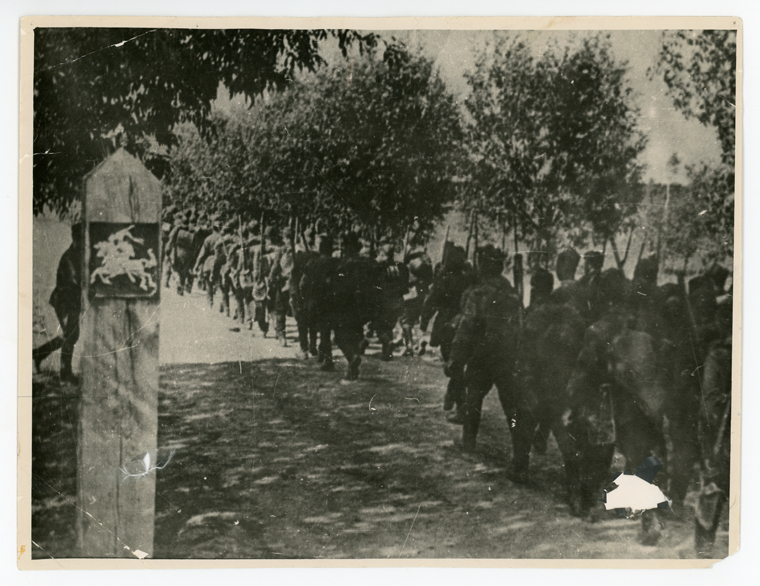
Soldats de l'Armée rouge pénètrent sur le territoire de la Lituanie lors de la première occupation soviétique de la Lituanie en 1940.

En mai 1940, après la signature avec l'Allemagne nazi du pacte germano-soviétique, l'URSS envisage une intervention militaire directe, après avoir initialement prévu de gouverner par le biais de régimes fantoche. Les Soviétiques reprennent l'idée de la République démocratique finlandaise, un régime similaire mis en place par les Soviétiques le premier jour de la guerre d'Hiver. Ils organisent une campagne de presse contre les prétendues sympathies pro-Alliées des gouvernements baltes. En mai 1940, les Allemands attaquent la France, qu'ils envahissent et occupent un mois plus tard. Fin mai et début juin 1940, les États baltes sont accusés de déloyauté et de collaboration militaire contre l'Union soviétique en ayant des réunions en ce sens l'hiver précédent,.
Le 15 juin 1940, le gouvernement lituanien est contraint d'accepter l'ultimatum soviétique et de permettre l'entrée d'un nombre non spécifié de troupes soviétiques. Le président Antanas Smetona propose une résistance armée aux Soviétiques, mais le gouvernement refuse, proposant son propre candidat pour diriger le régime. Cependant, les Soviétiques refusent cette offre et envoient Vladimir Dekanozov prendre en charge les affaires tandis que l'Armée rouge occupe l'État.
Le 16 juin 1940, la Lettonie et l'Estonie reçoivent également des ultimatums et sont occupés par l'armée rouge peu après,. Les représentants soviétiques envoyés sont Andrey Vyshinsky superviser la prise de contrôle de la Lettonie et Andrey Zhdanov pour l'Estonie.
Les 18 et 21 juin 1940, de nouveaux gouvernements qualifiés de « populaires » par la propagande sont formés dans chaque pays balte, composés de communistes et de sympathisants. Sous surveillance soviétique, les nouveaux gouvernements organisent des élections truquées pour de nouvelles « assemblées populaires ». Les électeurs se voient présenter une seule liste, et aucun mouvement d'opposition n'est autorisé à se présenter, les votes sont falsifiés pour atteindre le taux de participation requis de 99,6 %:46. Les résultats des élections sont donc complètement fabriqués et noyautés pour donner aux communistes une large majorité : le service de presse soviétique les publie en avance si bien qu'un journal de Londres montre les résultats 24 heures avant la fermeture des bureaux de vote,,,.

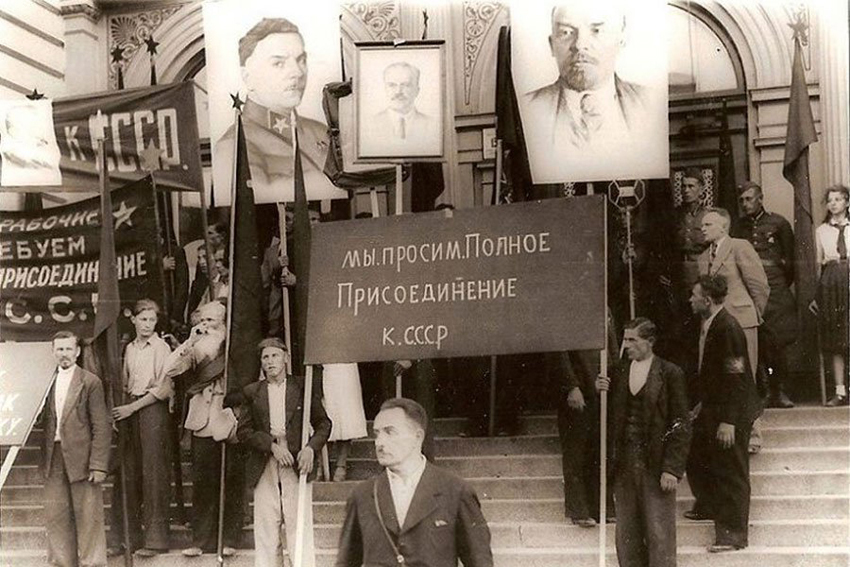
Manifestation de propagande soviétique à Liepāja, 1940. Les affiches en russe disent : Nous demandons l'adhésion totale à l'URSS !.

Un mois plus tard, les nouvelles assemblées sont réunies, avec comme seul point à l'ordre du jour des résolutions pour « rejoindre » l'Union soviétique via la création de « républiques constituantes ». Dans chaque cas, les résolutions ont été adoptées par acclamation. Le Soviet suprême de l'Union soviétique accepte officiellement les demandes d'intégration les août, en vertu du droit soviétique.l 
Le 3 août 1940, La Lituanie dite « populaire » est incorporée à l'Union soviétique, la Lettonie le 5 août, et l'Estonie le 6 août 1940. Les présidents estonien Konstantin Päts et letton Kārlis Ulmanis sont démis de leurs fonctions, emprisonnés et déportés en URSS et meurent en déportation, respectivement à Tver et en Asie centrale.
En juin 1941, les nouveaux gouvernements soviétiques procèdent à des déportations massives sous la dénomination d'ennemis du peuple» et notamment parmi les élites qui sont déportées pour certaines jusqu'en dans le littoral arctique en Iakoutie. On estime que l'Estonie seule a perdu 60 000 citoyens.

L'Union soviétique commence ériger des fortifications frontalières le long de sa nouvelle frontière ouest, la ligne Molotov.

## Occupation allemande (1941-1944)

### Province d'Ostland et l'Holocauste

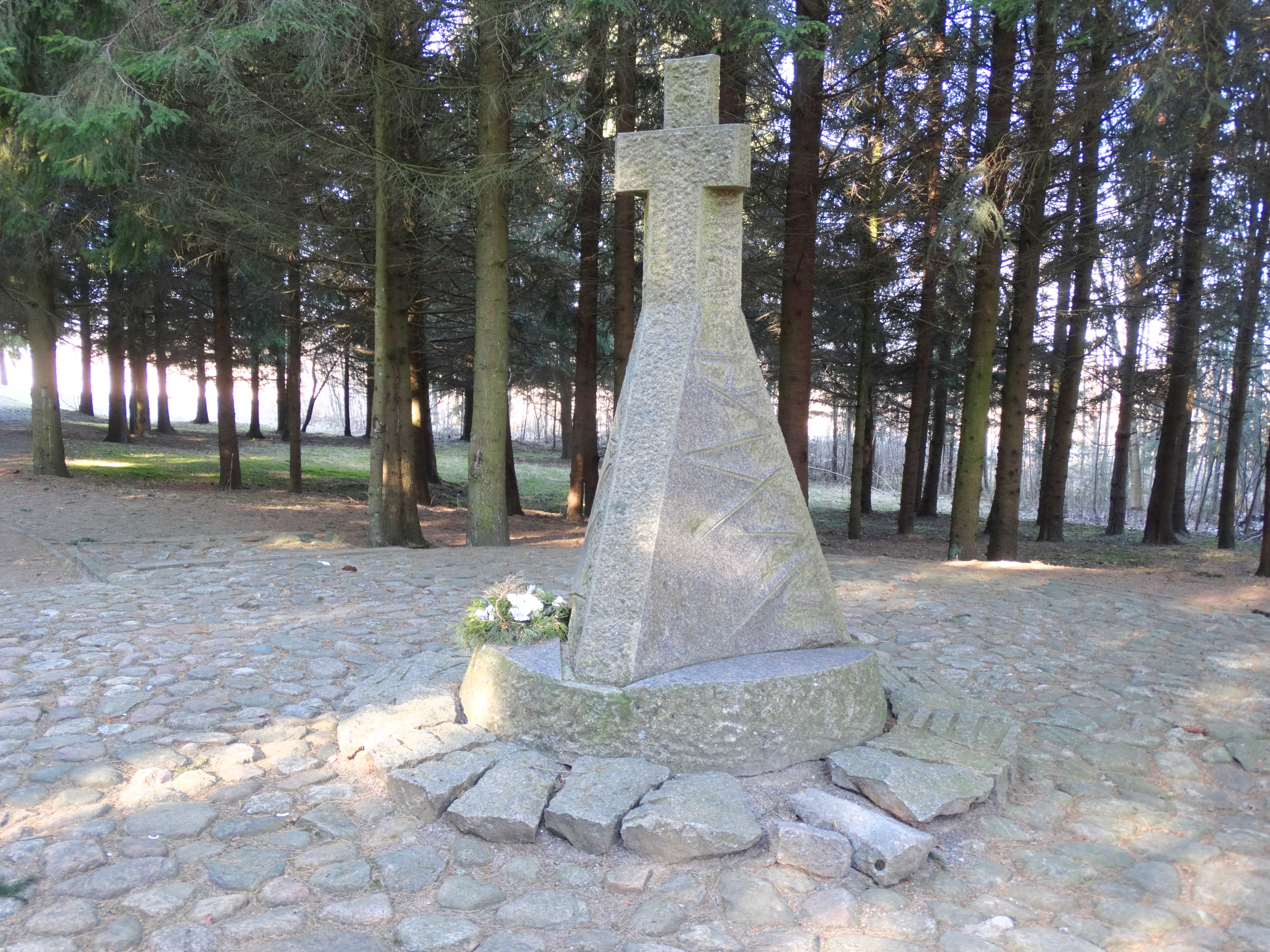
Une croix commémorant les victimes du Massacre de Rainiai, commis par le NKVD soviétique les 24 et 25 juin 1941.

Le 22 juin 1941, les Allemands envahissent l'Union soviétique lors de l'opération Barbarossa et en quelques semaines occupent les territoires baltes. Les populations des pays baltes victimes de l'annexion et de la répression brutale du régime soviétique avec les déportations utilisent l'instabilité due à l'arrivée des Allemands qui leur accordent une autonomie, à la différence des autres pays envahis, pour reprendre leur indépendance.
Une révolte éclate en Lituanie, qui crée son propre gouvernement provisoire indépendant. Des tentatives similaires ont lieu à Riga et Tallinn. Les pays baltes espèrent l'aide des Allemands pour rétablir leurs États respectifs. Brièvement coopératifs, les occupants allemands se retournent pourtant très vite contre les États baltes, qu'ils espèrent annexer à leur tour. Le Troisième Reich souhaite assimiler les « éléments appropriés » et exterminer les « éléments inappropriés ». En pratique, la mise en œuvre de la politique d'occupation est plus complexe ; pour des raisons administratives 
En juillet 1941, les États baltes sont inclus dans le Reichskommissariat Ostland avec la Biélorussie. La région est dirigée par Hinrich Lohse, obsédé par les réglementations bureaucratiques. La région balte est la seule région orientale destinée à devenir une province à part entière du Troisième Reich.

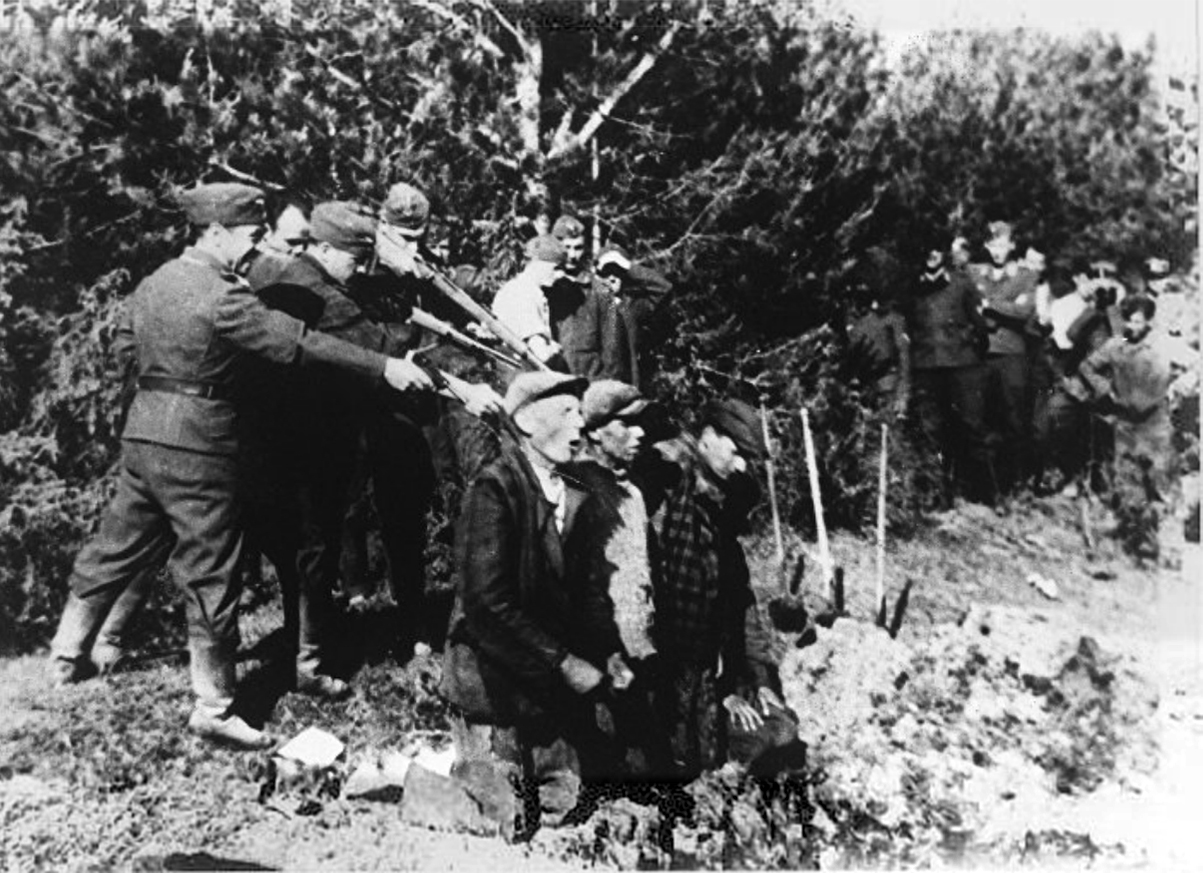
Einsatzkommando en Lituanie.

La doctrine raciale nazie envers les peuples des trois pays baltes diffère au sein même des autorités nazies. En pratique, les politiques raciales visent non pas la majorité des Baltes et Fenniques, mais plutôt les Juifs. Un grand nombre de Juifs vivent dans les grandes villes, notamment à Vilnius, Kaunas et Riga. Les unités mobiles de tuerie allemandes massacrent alors des centaines de milliers de Juifs ; Einsatzgruppe A, affectée à la région balte, est la plus « efficace » des quatre unités. La politique allemande contraint les Juifs à vivre dans les ghettos. En 1943, Heinrich Himmler ordonne à ses forces de liquider les ghettos et de transférer les survivants dans les camps de concentration. Certains conscrits lettons et lituaniens collaborent activement au meurtre de Juifs, et les nazis encouragent les pogroms localement, surtout en Lituanie. Seulement environ 75 % des juifs Estoniens et 10 % des Juifs lettons et juifs Lituaniens ont survécu à la guerre.
Cependant, pour la majorité des Lituaniens, Lettons et Estoniens ethniques, la domination allemande, bien que brutale, est moins sévère que le régime soviétique, et moins répressive que les occupations allemandes en Europe de l'Est. Les gouvernements fantoches locaux se chargent des affaires courantes et les écoles sont autorisées à fonctionner. Cependant, la plupart des gens sont privés du droit de posséder des terres ou des entreprises.

### Populations locales au sein des forces soviétiques

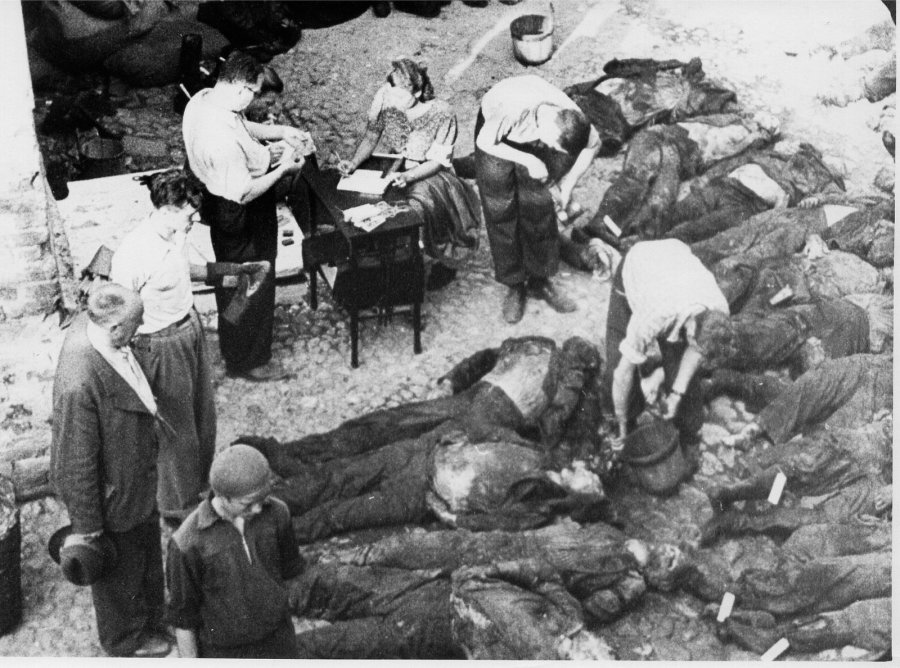
Victimes du NKVD soviétique à Tartu, en Estonie (1941).

L'administration soviétique incorpore de force les armées nationales des états baltes au lendemain de l'occupation en 1940. La plupart des officiers supérieurs sont arrêtés et beaucoup d'entre eux sont assassinés. Lors de l'invasion allemande, les Soviétiques procèdent à une mobilisation générale forcée en violation du droit international. Selon les conventions de Genève, cet acte de violence est considéré comme une violation grave et un crime de guerre, car les hommes mobilisés sont traités d'emblée comme des prisonniers. Comparativement à la mobilisation générale proclamée en Union soviétique, la tranche d'âge est étendue de 9 ans dans les pays baltes ; tous les officiers de réserve sont également enrôlés. L'objectif est alors de déporter tous les hommes capables de combattre en Russie, où ils sont envoyés au Goulag. Près de la moitié d'entre eux meurent en raison des conditions de transport, de travail forcé, de la faim, des maladies et des mesures répressives du NKVD,. De plus, des bataillons de destruction sont formés sous le commandement du NKVD. Ainsi, des nationaux baltes combattent dans les rangs de l'armée allemande et soviétique. On trouve la 201e division de fusiliers lettons formée dès août 1941 tandis que la 308e division de fusiliers lettons (ru) reçoit l'ordre du Drapeau rouge après l'expulsion des Allemands de Riga à l'automne 1944.

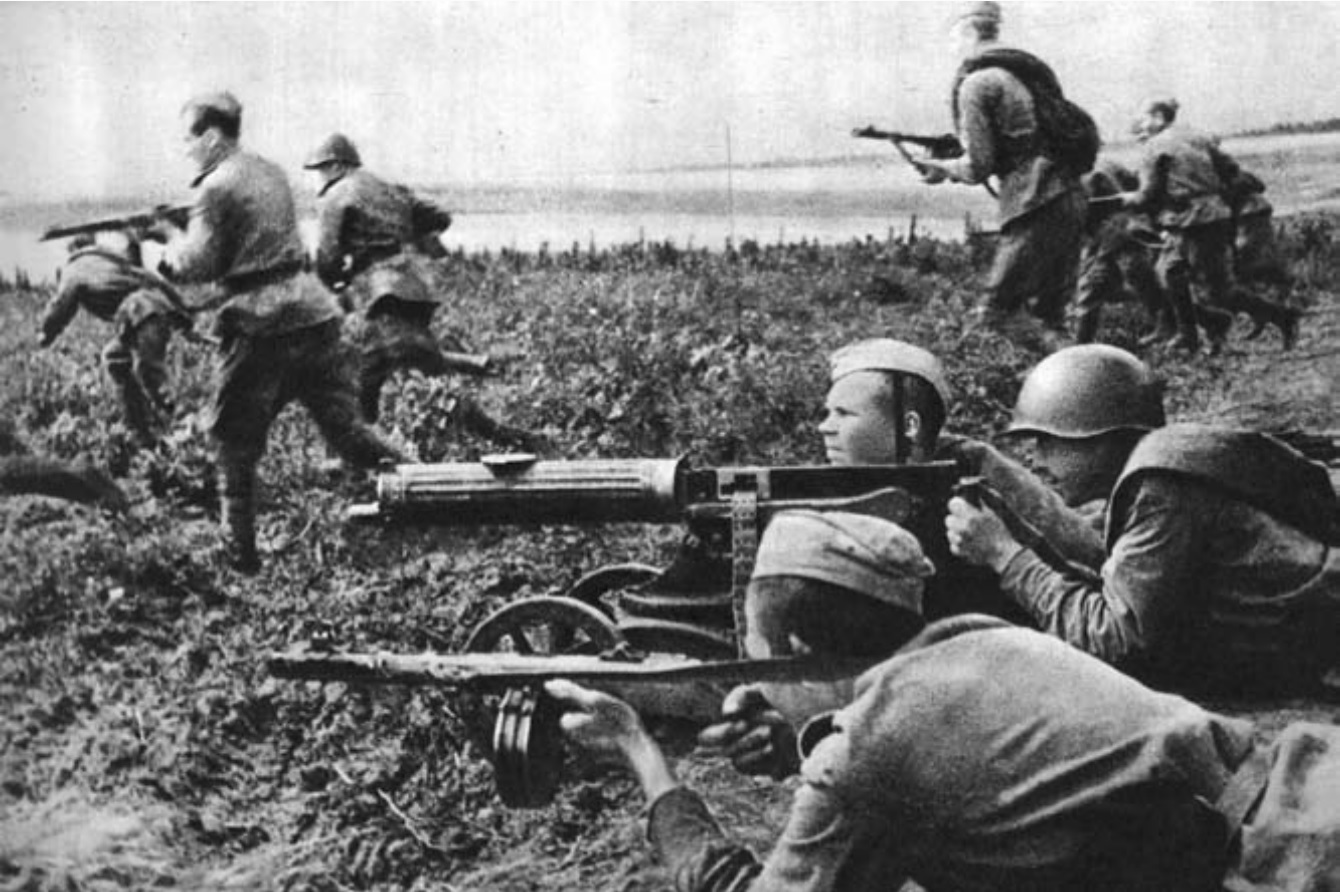
La 16e division de fusiliers de l'Armée rouge combattant dans l'oblast d'Oryol à l'été 1943.

Environ 60 000 Lituaniens sont enrôlés dans l'Armée rouge. En 1940, sur la base de l'armée lituanienne dissoute, les autorités soviétiques organise le 29e corps de fusiliers territoriaux. La baisse de la qualité de vie et des conditions de service, l'endoctrinement forcé de l'idéologie communiste, provoquent le mécontentement des unités militaires récemment soviétisées. Les autorités soviétiques réagissent par des répressions contre les officiers lituaniens du 29e corps, arrêtant plus de 100 officiers et soldats et en exécutant environ vingt à l'automne 1940. À ce moment-là, près de 3 200 officiers et soldats du 29e corps sont considérés comme « politiquement peu fiables ». En raison de tensions élevées et du mécontentement des soldats, le 26e régiment de cavalerie est dissous. Lors des Déportations de juin 1941, plus de 320 officiers et soldats du 29e corps sont arrêtés et déportés dans des camps de concentration ou exécutés. Le 29e corps s'est effondré avec l'invasion allemande de l'Union soviétique : les 25 et 26 juin, une rébellion éclate dans sa 184e division de fusiliers. L'autre division du 29e corps, la 179e division de fusiliers, perd la plupart de ses soldats lors de la retraite face aux Allemands, principalement par désertion. Au total, moins de 1 500 soldats sur les effectifs initiaux d'environ 12 000 atteignent la région de Pskov en août 1941.
À la deuxième moitié de 1942, la plupart des Lituaniens restant dans les rangs soviétiques ainsi que les réfugiés de guerre masculins de Lituanie sont organisés dans la 16e division de fusiliers lors de sa deuxième formation. La 16e division de fusiliers, bien qu'officiellement appelée « lituanienne » et dirigée principalement par des officiers d'origine lituanienne, dont Adolfas Urbšas, est ethniquement très mixte, avec jusqu'à 1/4 de son personnel composé de Juifs, constituant ainsi la plus grande formation juive de l'Armée rouge. Une plaisanterie populaire de ces années dit que la 16e division est appelée lituanienne, parce qu'il y a 16 Lituaniens parmi ses rangs.
Le 22e corps de fusiliers territoriaux estonien, fort de 7 000 hommes, est lourdement battu lors des combats autour de Porkhov pendant l'invasion allemande à l'été 1941, avec 2 000 morts ou blessés au combat, et 4 500 se rendent. Le 8e corps de fusiliers estonien, fort de 25 000 à 30 000 hommes, perd 3/4 de ses troupes lors de la bataille de Velikiye Luki à l'hiver 1942-1943. Il participe à la prise de Tallinn en septembre 1944. Environ 20 000 Lituaniens, 25 000 Estoniens et 5 000 Lettons sont morts dans les rangs de l'Armée rouge et des bataillons de travail,.

### Population locales au sein des forces allemandes

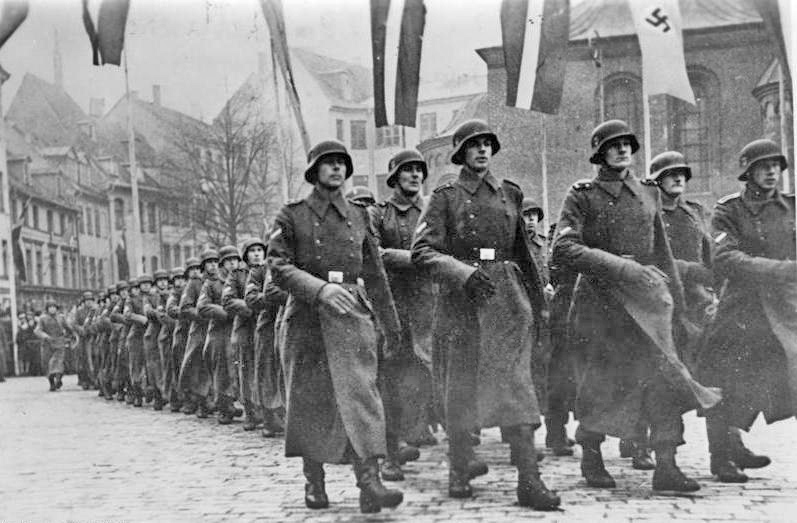
Parade de la Légion SS lettonne à Riga avant son déploiement sur le front de l'Est. Décembre 1943.

L'administration nazie enrôle également des nationaux baltes dans les armées allemandes.
La Force de défense territoriale lituanienne, composée de volontaires, est formée en 1944. La FDTL atteint une taille d'environ 10 000 hommes. Son objectif est de combattre l'Armée rouge qui approche, assurer la sécurité et mener des opérations antipartisanes dans le territoire revendiqué par les Lituaniens. Après de brefs engagements contre les partisans soviétiques et polonais, la force s'auto-dissout, ses dirigeants sont arrêtés et envoyés dans des camps de concentration nazis, et beaucoup de ses membres sont exécutés par les nazis.
La Légion lettone, créée en 1943, est composée de deux divisions enrôlées dans la Waffen-SS. Le 1er juillet 1944, la Légion lettone compte 87 550 hommes. Environ 23 000 Lettons servent en tant qu'« auxiliaires » de la Wehrmacht. Entre autres batailles, ils participent aux combats lors du siège de Léningrad, dans la poche de Courlande, dans les défenses du mur de Poméranie, dans la rivière Velikaya pour la colline « 93,4 » et dans la défense de Berlin.
La 20e division de grenadiers de la SS (1re estonienne) est formée en janvier 1944 par conscription. Composée de 38 000 hommes, elle participe à la bataille de Narva, à la bataille de la ligne Tannenberg, à la bataille de Tartu et à la opération Aster.

### Tentatives de restauration de l'indépendance, puis offensive soviétique de 1944

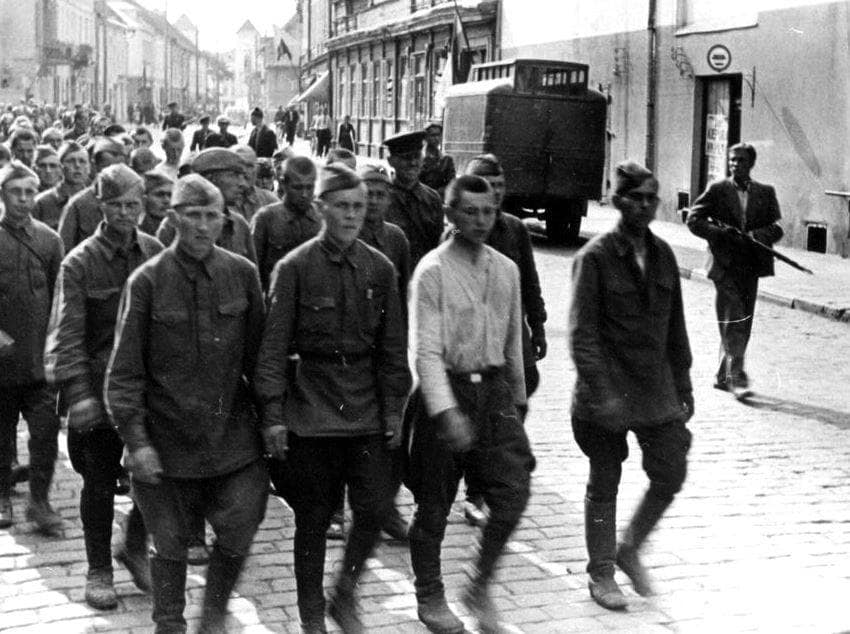
Les rebelles lituaniens dirigent les soldats désarmés de l'Armée rouge lors du soulèvement de juin 1941 à Kaunas.

Les habitants des pays baltes voient chaque moment d'instabilité et de fébrilité chez les deux occupants comme une opportunité pour ré-instaurer leur indépendance.
Le 22 juin 1941, les Lituaniens renversent le régime soviétique deux jours avant l'arrivée de la Wehrmacht à Kaunas. Une fois arrivés, les Allemands permettent ensuite à un gouvernement provisoire de fonctionner pendant plus d'un mois. Le Conseil central letton est créé en tant qu'organisation clandestine en 1943, mais il est détruit par la Gestapo en 1945.
En Estonie, Jüri Uluots propose sans succès la restauration de l'indépendance en 1941 mais devient en 1944, un personnage-clé au sein du Comité national clandestin. En septembre 1944, Uluots devient président par intérim de l'Estonie indépendante.
Contrairement aux Français et aux Polonais, les États baltes n'ont pas encore, à ce stade de la guerre, de gouvernements en exil situés à l'ouest. Par conséquent, la Grande-Bretagne et les États-Unis n'ont aucun intérêt à défendre l'indépendance des pays baltes tant que l'issue de la guerre contre l'Allemagne reste incertaine.
La découverte du massacre de Katyń en 1943, dont l'URSS attribuera faussement la responsabilité au régime nazi jusqu'en 1989, et la conduite insensible envers le soulèvement de Varsovie en 1944 a jeté des ombres sur les relations. Néanmoins, les trois vainqueurs font preuve de solidarité lors de la conférence de Yalta en 1945.

#### Offensive de la Baltique
Au 1er mars 1944, le siège de Léningrad se termine et les troupes soviétiques se trouvent à la frontière de l'Estonie.
Le 14 septembre 1944, les Soviétiques lancent l'offensive des Pays baltes, une opération politique et militaire double visant à éliminer les forces allemandes.
Le 16 septembre, le haut commandement de l'Armée allemande conçoit un plan d'évacuation ou les forces estoniennes servent à couvrir le retrait allemand. Les Soviétiques atteignent rapidement la capitale estonienne, où le NKVD s'empresse d'arrêter toute personne fuyant le pays ; cependant, de nombreux réfugiés réussissent à fuir vers l'Ouest. Le NKVD cible particulièrement les membres du Comité national de la république d'Estonie. Les forces allemandes et lettones restent piégées dans la poche de Courlande jusqu'à la fin de la guerre, capitulant le 10 mai 1945.

## Deuxième occupation soviétique (1944–1991)
Après le retour de l'occupant soviétique dans les États baltes, les Soviétiques mettent en œuvre un plan de soviétisation, et se servent initialement de l'industrialisation à grande échelle plutôt que par des attaques ouvertes contre la culture, la religion ou la liberté d'expression.
La colonisation des trois pays baltes est étroitement liée aux exécutions massives, aux déportations et à la répression de la population autochtone. La promesse d'élections libres dans les pays occupés par l'Armée Rouge faite par Staline à Roosevelt et Churchill à la conférence de Yalta en février 1945 n'est pas suivi d'effet. En réalité, comme dans tous les pays conquis par l'Armée Rouge, les Pays Baltes ne peuvent choisir librement leur gouvernement et le modèle politique souhaité par auto-détermination. La domination soviétique s'instaure de manière contrainte partout au sein du tout nouvel empire soviétique et l'Europe devient, de fait, une nouvelle zone d'affrontement de la Guerre Froide,.

### Résistance et déportations

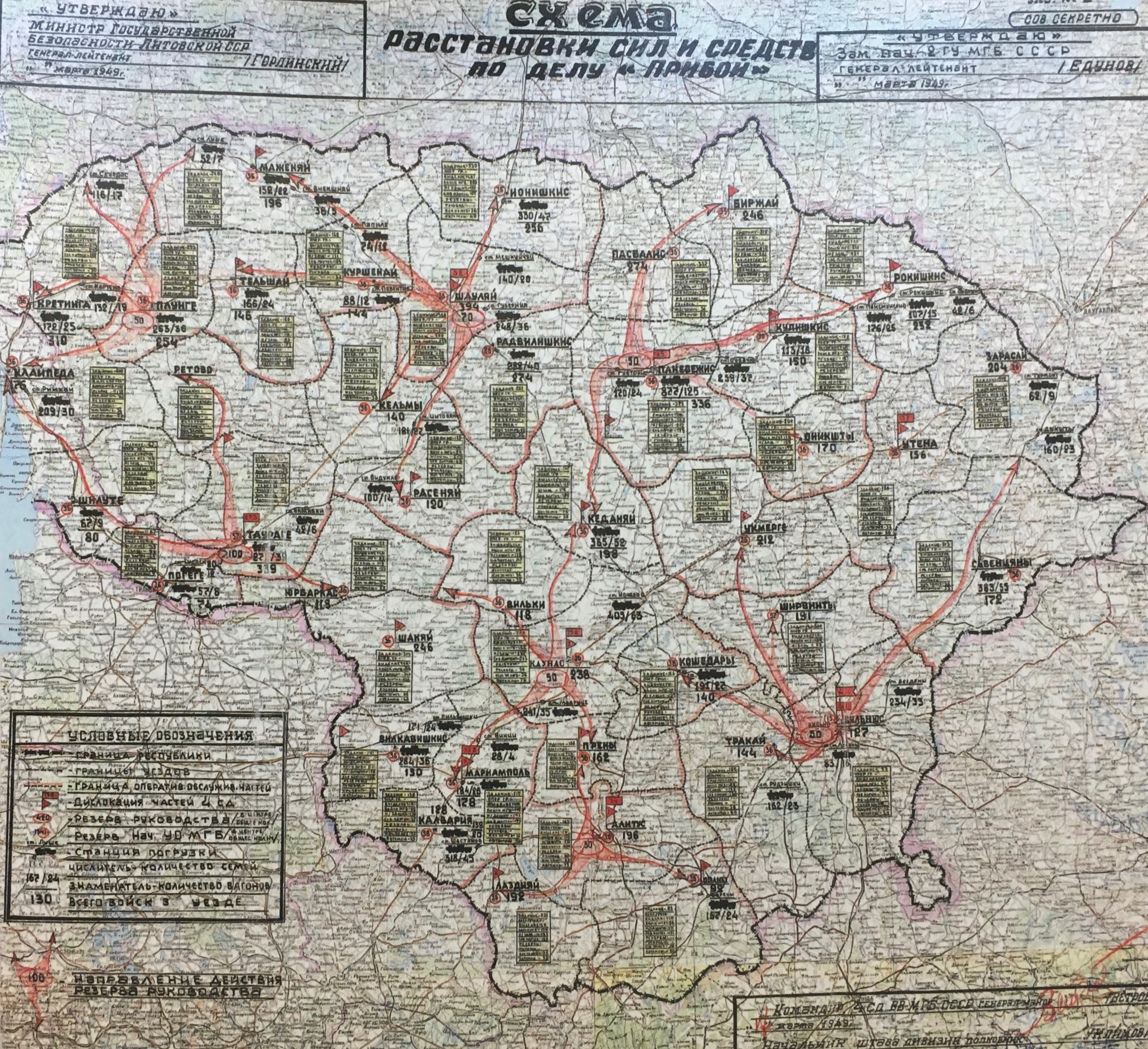
Le plan des déportations de la population civile en Lituanie pendant l'opération Priboï créé par le MGB (Ministère de la Sécurité d'État) soviétique.

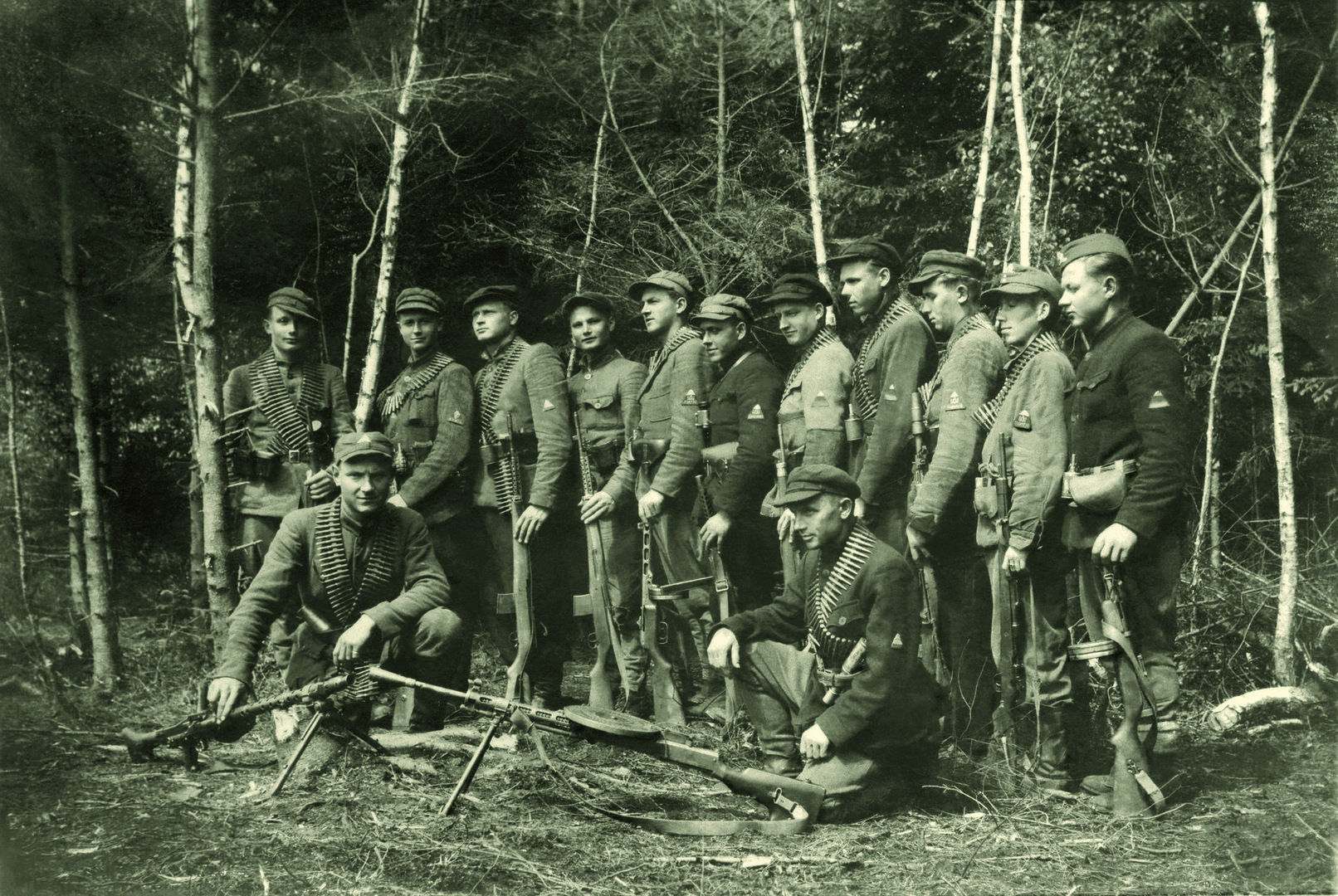
Combattants de la résistance lituanienne du district militaire Tauras en 1945.

Les Soviétiques effectuent des déportations massives pour éliminer toute résistance à la collectivisation ou le soutien aux partisans. Néanmoins, les partisans baltes, tels que les Frères de la forêt, continuent à résister au régime soviétique par la lutte armée plusieurs années jusqu'au début des années 1950, nécessitant l'intervention de l'Armée Rouge et du NKVD (ancêtre du KGB),,.
Les Soviétiques ont déjà procédé à des déportations massives en 1940-1941, mais les déportations entre 1944 et 1952 sont encore plus nombreuses.
En mars 1949, les autorités soviétiques organisent une déportation de masse de 90 000 ressortissants des États baltes. Le nombre total de déportés de 1944 à 1955 est estimé à plus d'un demi-million : 124 000 en Estonie, 136 000 en Lettonie et 245 000 en Lituanie.[réf. nécessaire] Le nombre estimé de morts parmi les déportés lituaniens entre 1945 et 1958 est de 20 000, dont 5 000 enfants.
En 1956, les déportés sont autorisés à revenir à la suite du discours secret de Nikita Khrouchtchev dénonçant les excès du stalinisme. Cependant, beaucoup sont déjà morts lors de leur exil en Sibérie,. Après la guerre, les Soviétiques changent les frontières des républiques baltes. La Lituanie récupère les régions de Vilnius et Klaipėda tandis que la RSFSR russe annexe des territoires des parties orientales de l'Estonie (5 % du territoire d'avant-guerre) et de la Lettonie (2 %).
Au cours des deux occupations soviétiques (1940-1941 ; 1944-1991), un total de 605 000 habitants des trois pays sont tués ou déportés (135 000 Estoniens, 170 000 Lettons et 320 000 Lituaniens), tandis que leurs biens et effets personnels, ainsi que ceux des personnes qui ont fui le pays, sont confisqués et remis aux colons arrivants — personnel militaire soviétique et du NKVD, ainsi que des fonctionnaires du Parti communiste et des migrants économiques,,,,,,,.

### Industrialisation et immigration
David Chioni Moore a qualifié de « colonisation culturelle inverse », où les colonisés perçoivent les colonisateurs comme culturellement inférieurs.
Les Soviétiques réalisent d'importants investissements en capital dans les ressources énergétiques et la fabrication de produits industriels et agricoles. Le but est d'intégrer les économies baltes dans la sphère économique soviétique plus vaste. Dans les trois républiques, l'industrie manufacturière se développe, donnant naissance à certains des meilleurs complexes industriels dans le domaine de l'électronique et de la production textile. L'économie rurale souffre du manque d'investissements et de la collectivisation comme dans le reste de l'URSS.
Les zones urbaines baltes ont été endommagées pendant la guerre et il faut dix ans pour compenser les pertes de logements. Les nouvelles constructions sont souvent de qualité médiocre, et les immigrants russes ethniques sont favorisés pour obtenir logement.
L'Estonie et la Lettonie connaissent une immigration à grande échelle de travailleurs industriels originaires d'autres parties de l'Union soviétique, ce qui a radicalement modifié les démographies. La Lituanie connaît également une immigration, mais à plus petite échelle. Les Estoniens ethniques constituaient 88 % de la population avant la guerre, mais en 1970, le chiffre tombe à 60 %. Les Lettons ethniques représentaient 75 % de la population, mais ce chiffre est passé à 57 % en 1970, puis à 50,7 % en 1989. En revanche, la baisse en Lituanie n'a été que de 4 %,.
Les communistes baltes ont soutenu et participé à la révolution d'Octobre en Russie en 1917. Cependant, beaucoup d'entre eux ont été tués pendant la Grande Purge dans les années 1930. Les nouveaux régimes de 1944 ont été principalement établis par des collaborateurs communistes autochtones qui avaient combattu dans l'Armée rouge. Cependant, les Soviétiques ont également importé des Russes ethniques pour occuper des postes politiques, administratifs et de gestion.

### Non reconnaissance internationale
Les gouvernements des États baltes eux-mêmes,, les États-Unis, et ses cours de justice, les pays occidentaux, le Parlement européen,,, la Cour européenne des droits de l'homme et le Conseil des droits de l'homme des Nations unies, ont tous déclaré que ces trois pays ont été envahis, occupés et incorporés illégalement dans l'Union soviétique en vertu des dispositions du Pacte germano-soviétique de 1939. Cette politique de non-reconnaissance a donné naissance au principe de la continuité juridique des États baltes, qui considère (de jure, c'est-à-dire en droit) que les États baltes ont été des États indépendants sous occupation illégale tout au long de la période de 1940 à 1991,,,.
Dans le cadre de la réévaluation de l'histoire soviétique initiée lors de la perestroïka en 1989, l'Union soviétique condamne le protocole secret de 1939 entre l'Allemagne et elle-même. Cependant, l'Union soviétique n'a jamais formellement reconnu sa présence dans les pays baltes comme une occupation ou qu'elle a annexé ces États et considére les républiques socialistes soviétiques d'Estonie, de Lettonie et de république socialiste soviétique de Lituanie comme des héritières des États baltes qui ont rejoint l'URSS en tant que république socialiste soviétique. En revanche, la république socialiste fédérative soviétique de Russie reconnait en 1991 les événements de 1940 comme une « annexion ».
Néanmoins, la révision historique et les manuels scolaires historiographiques russes à partir de la reprise en main par le gouvernement de Vladimir Poutine, continuent de soutenir que les États baltes ont rejoint volontairement l'Union soviétique après que leurs peuples ont tous mené des révolutions socialistes indépendantes de l'influence soviétique,. Le gouvernement de la Russie post-soviétique et ses fonctionnaires d'État insistent, cependant, sur le fait que l'incorporation des États baltes est conforme au droit international, et obtient une reconnaissance de jure par les accords conclus lors des conférences de Yalta en février 1945 et de Potsdam en juillet-août 1945 et par les accords d'Helsinki de 1975,, qui déclarent l'inviolabilité des frontières existantes qui était l'objectif des autorités soviétiques en échange de la reconnaissance des droits fondamentaux des individus avec lequel les régimes communistes étaient en contradiction permanente,.
Cependant, la Russie accepte la demande de l'Europe d'« aider les personnes expulsées des États baltes occupés » lors de son adhésion au Conseil de l'Europe en 1996,,. De plus, lorsque la république socialiste fédérative soviétique de Russie signe un traité séparé avec la Lituanie en 1991, elle reconnaît que l'annexion de 1940 était une violation de la souveraineté lituanienne et reconnaît la continuité de jure de l'État lituanien,.
La plupart des gouvernements occidentaux ont maintenu que la souveraineté des pays baltes n'a pas été légitimement supprimée et ont ainsi continué à reconnaître les pays baltes en tant qu'entités politiques souveraines représentées par les missions diplomatiques – nommées par les pays baltes d'avant 1940 – qui fonctionnent à Washington et ailleurs,.

## Restaurations des indépendances (1989-1991)

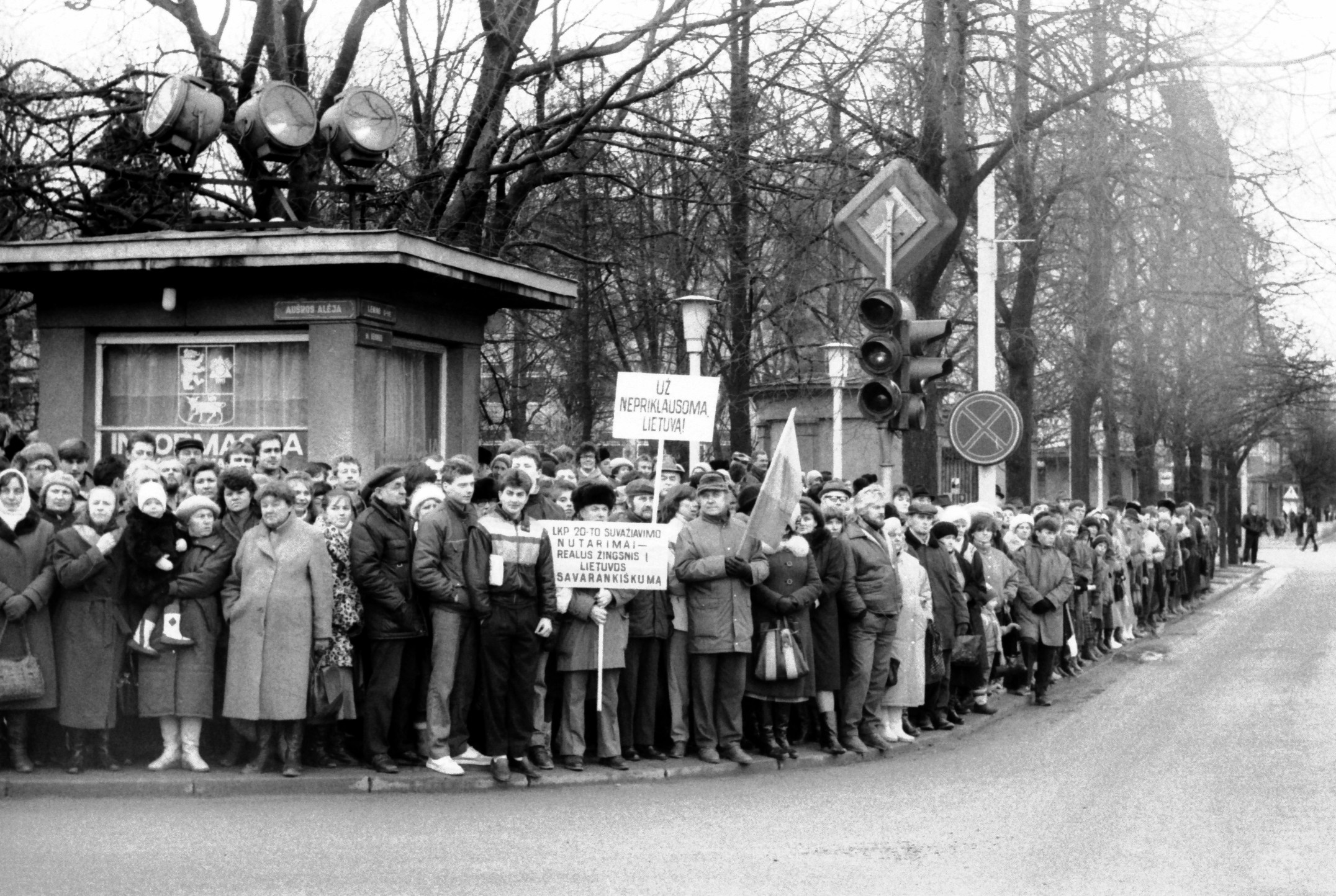
Lituaniens pro-indépendance manifestant à Šiauliai, janvier 1990.

La période de stagnation entraîne la crise du système soviétique dont les fondamentaux de production basé sur l'industrie lourde ont sacrifié l'agriculture et le bien être de la population depuis le gouvernement de Staline.
Le nouveau dirigeant soviétique, Mikhaïl Gorbatchev, arrive au pouvoir en 1985 et répond par la glasnost et la perestroïka. Il s'agit de tentatives de réformer le système soviétique d'en haut afin d'éviter une révolution par le bas tout en conservant l'idéologie du communisme dans le processus de démocratisation. Cependant, cette tache est redue plus ardue dans un contexte ou les révélations sur la réalité du système soviétique comme le goulag dans les années 1970 ont très sérieusement dégradé l'image de l'URSS et tandis que son système économique moins souple car basé sur la planification s'essouffle dangereusement. Avec la Glasnost, des intellectuels et dissidents baltes remettent en cause la légitimité de l'URSS en remettant en avant son rôle dans le pacte germano-soviétique. Des déclarations alimentent la contestation dans les trois républiques baltes. Les mouvements autonomistes, puis indépendantistes, utilisent l’existence du protocole secret comme argument en faveur de l’indépendance.
En novembre 1986, les premières grandes manifestations contre les dégâts sur l'environnement ont lieu à Riga et au printemps suivant à Tallinn et contre des projets jugés nocifs pour l’environnement comme la construction d’un nouveau barrage sur la Daugava en Lettonie, le développement d’une mine de phosphate dans le nord-est de l’Estonie ou encore l’installation d’un troisième réacteur sur la centrale nucléaire d’Ignalina en Lituanie. Elles rassemblent en masse la population civile qui sait que les manifestations ouvertement politiques sont interdites. À la surprise générale, les projets sont abandonnés par Moscou. Ces premiers petits succès dans les protestations encouragent dès lors les personnes-clés et, à la fin de 1988, l'aile réformatrice gagne des positions décisives dans les républiques baltes,,.
Les réformes suscitent un regain de contestations dans les républiques baltes occupées. Jusqu’en 1991, les dates du 25 mars (déportation de 1949), du 14 juin (déportation de 1941) et du 23 août (signature du pacte), communes aux trois républiques, ainsi que les dates respectives des proclamations d’indépendance de 1918, furent marquées par des manifestations de plus en plus massives.
En avril 1988, en Estonie, des coalitions de réformateurs et de forces populistes se réunissent sous le Front populaire avec l'aval de Gorbatchev qui souhaite faire pression sur la veille garde du parti communiste d'Estonie et peu favorable aux réformes,. Une dynamique politique semblable est observée en Lituanie avec la création du Mouvement de renaissance de la Lituanie (ou Sajudis) et en Lettonie.
En novembre 1988, les républiques baltes déclarent leur objectif de souveraineté d'abord avec l'Estonie en novembre 1988.Elle sera suivie par la Lituanie en mai 1989 et la Lettonie en juillet 1989.
En Janvier 1989, le Soviet suprême de la république socialiste soviétique d'Estonie fait de la langue estonienne la langue officielle à nouveau face à russe, et une législation similaire est adoptée en Lettonie et en Lituanie peu après.
Ce vote par les différents parlements baltes de lois stipulant la prééminence de leurs langues nationales sur le russe, puis la réaffirmation de celle de leurs législations sur celle de l’Union soviétique, doublée d'une augmentation d’un accroissement de l’autonomie économique tout en limitant le servie militaire obligatoire des jeunes hommes aux limites territoriales des républiques baltes, se reflètent rapidement dans les mouvements qui commencent globalement à ébranler le bloc de l'Est.
En mars 1989, les premières élections libres sont organisée en URSS organisées et voient dans les Pays Baltes, ces trois mouvements l’emporter largement dans leurs républiques respectives. Cette victoire se manifeste par l'envoi de nouveaux députés réformateurs, autonomistes, voire bientôt indépendantistes au Congrès des députés du peuple de l’URSS qui préfigure le rejet du système communiste à venir dans son ensemble,.
Le 23 août 1989, date de la commémoration des 50 an du pacte Germano-soviétique, se produit l'évènement de la voie balte qui devient la plus grande manifestation d'opposition à la domination soviétique avec une chaine humaine composée de 2 millions de manifestants sur 600 kilomètres à travers les trois Pays Baltes. L'objectif était de rappeler de manière pacifique que l'incorporation au sein de l'URSS n'avait été voulue ni souhaitée tout en dénonçant les zones d'influence érigées par l'URSS et l'Allemagne nazie au détriment de leurs voisins en 1939,.
Le 24 décembre 1989, le Congrès des députés du peuple de l'Union soviétique condamne le Pacte germano-soviétique et son protocole secret comme étant « juridiquement déficients et invalides » et reconnaissant la violation des fronitères,.

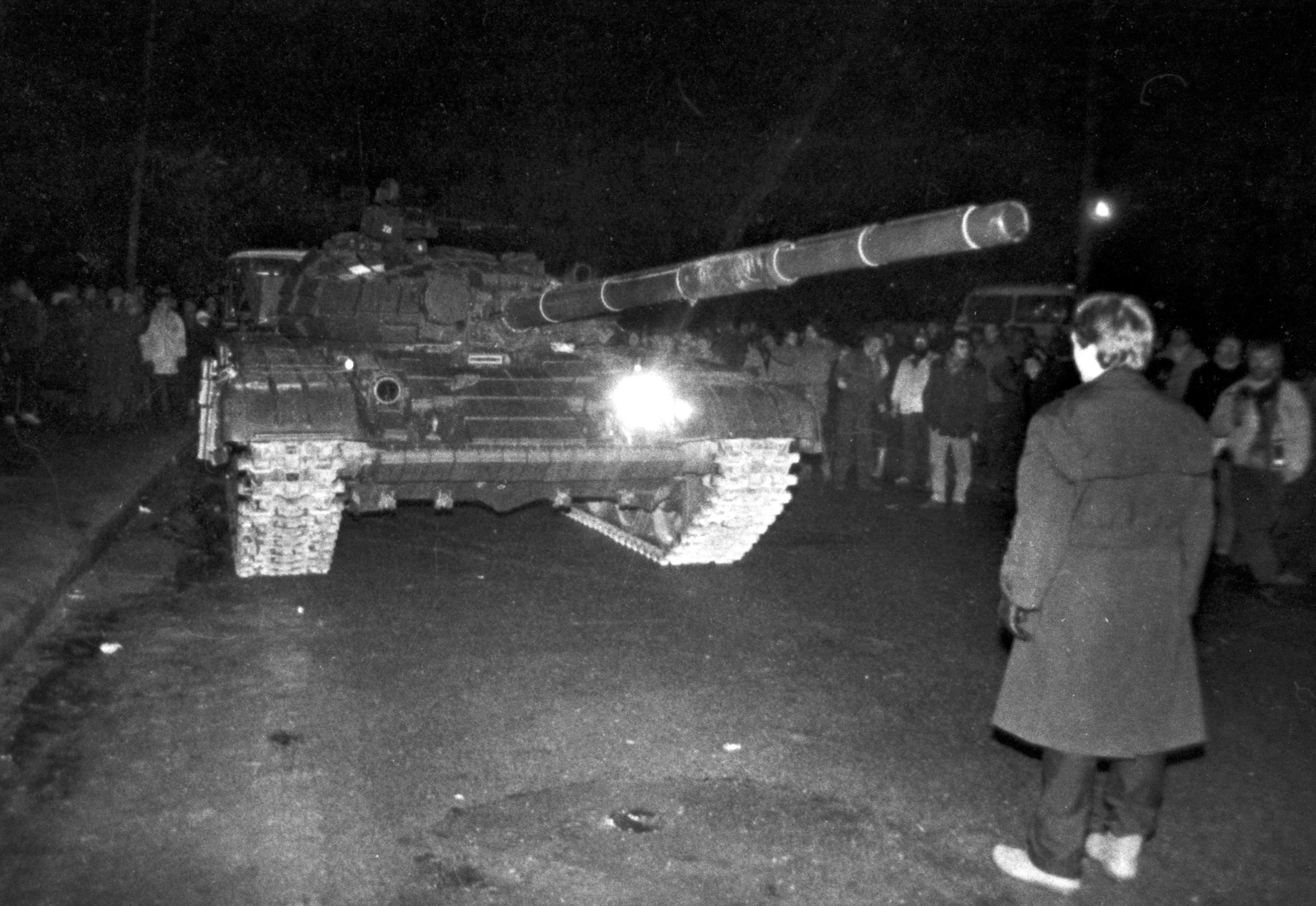
Citoyen lituanien non armé se tenant face à un char soviétique pendant les Événements de janvier.

Le 11 mars 1990, le Soviet suprême de Lituanie déclare l'indépendance de la Lituanie tout en déclarant illégale l'annexion des frontières par l'URSS. Les candidats pro-indépendance ont obtenu une écrasante majorité lors des élections du Soviet suprême plus tôt cette année-là.
Le 30 mars 1990, ne voyant pas encore la pleine restauration de l'indépendance possible en raison de l'importante présence soviétique, le Soviet suprême de l'Estonie déclare l'Union soviétique comme une puissance d'occupation et annonce le début d'une période de transition vers l'indépendance.
Le 4 mai 1990, le Soviet suprême de Lettonie fait une déclaration similaire,.
L'Union soviétique condamne immédiatement ces trois déclarations comme illégales, considérant l'évènement d'un point de vue constitutionnel interne uniquement et affirmant qu'elles doivent suivre le processus de sécession prévu dans la Constitution soviétique de 1977. Cependant, les États baltes arguent que l'ensemble du processus d'occupation viole autant le droit international que leur propre droit. Par conséquent, ils réaffirment simplement une indépendance qui existait toujours en droit international.
À la mi-juin, après un blocus économique infructueux de la Lituanie, les Soviétiques entament des négociations avec la Lituanie et les deux autres républiques baltes. Les Soviétiques sont néanmoins confrontés à un problème plus important ailleurs, car la République fédérale russe proclame sa souveraineté en juin. Simultanément, les républiques baltes commencent à négocier directement avec la République fédérale russe.
Le 13 janvier 1991, après l'échec des négociations, les Soviétiques pour empêcher la sécession des républiques baltes, réalisent une tentative spectaculaire mais infructueuse de reprise du pouvoir par la force, en envoyant des troupes militaires tuant une vingtaine de personnes et en blessant des centaines de civils lors du massacre de Vilnius en Lituanie, et des barricades en Lettonie,.
Le 3 Mars 1991, L'Estonie proclame son indépendance après un référendum sur l'indépendance approuvé par 78% des votants. Elle est suivie par la Lettonie qui enregistre également 73% des suffrages pour le oui,.
Le 19 août 1991, la ligne dure du Parti communiste tente de prendre le contrôle de l'Union soviétique alors en pleine phase de dislocation interne par un coup d'etat,.
Le 21 août 1991, soit un jour après le coup d'État, les Estoniens proclament leur indépendance totale, aux côtés d'un référendum similaire en Lettonie le même mois. Il est approuvé par 78,4 % des électeurs avec une participation de 82,9 %. L'indépendance est rétablie par le Conseil suprême estonien dans la nuit du 20 août. Le parlement letton fait une déclaration similaire le même jour. Le coup d'État échoue et l'effondrement de l'Union soviétique devient inévitable.
Après l'effondrement du coup d'État, le gouvernement soviétique reconnaît l'indépendance des trois États baltes le 6 septembre 1991 et établit des relations diplomatiques avec chacun des trois pays en octobre 1991.

## Indépendance et retrait des troupes russes (1991 à 1998)
Les pays baltes recouvrent leur indépendance de facto en 1991 lors de la dissolution de l'Union soviétique.
La fédération de Russie reprend le flambeau de l'Union soviétique et organise le retrait ultérieur des forces d'occupations, composées d'environ 150 000 anciennes troupes soviétiques, désormais russes, stationnées dans les États baltes. En 1992, il y a encore 120 000 soldats russes sur place, ainsi qu'un grand nombre de militaires retraités, en particulier en Estonie et en Lettonie. Pendant la période de négociations, la Russie essaye de conserver des installations telles que la base navale de Liepāja, la station de radar antimissile balistique de Skrunda et la station de surveillance spatiale de Ventspils en Lettonie, ainsi que la base de sous-marins de Paldiski en Estonie, ainsi que des droits de transit vers Kaliningrad à travers la Lituanie.
Une controverse éclate lorsque la Russie menace de maintenir ses troupes sur place. De plus, le souhait de Moscou d'obtenir une législation spécifique garantissant les droits civils et privilèges des Russes ethniques des pays baltes est perçu comme une menace implicite en Occident, à l'Assemblée générale de l'ONU et par les dirigeants baltes, pour qui ces manœuvres constituent un énième exemple d'impérialisme russe.
Le 31 août 1993,La Lituanie est la première à achever le retrait des troupes russes, en partie en raison de la question de Kaliningrad.
Le 30 avril 1994, des accords ultérieurs de retrait des troupes de Lettonie sont signés suivis par ceux pour l'Estonie le 26 juillet 1994.
Le maintien des liens par la Russie entraine une menace du Sénat américain de suspendre toute aide à la Russie a la mi-juillet si les forces ne sont pas retirées avant la fin du mois d'août.
Le 31 août 1994, le retrait final est officiellement achevé,. Certains soldats russes restent en Estonie à Paldiski jusqu'à ce que la base militaire russe soit démantelée et que les réacteurs nucléaires suspendent leurs opérations le 26 septembre 1995,. La Russie exploite la station radar Skrunda-1 jusqu'à sa mise hors service le 31 août 1998. Le gouvernement russe doit ensuite démanteler et retirer l'équipement radar ; ce travail est achevé en octobre 1999, date à laquelle le site est rendu à la Lettonie. Le dernier soldat russe quitte alors la région, marquant la fin symbolique de la présence militaire russe sur le sol balte,,,.

## Bilan civil
| Période/évenement                                                                             | Estonie                               | Lettonie                              | Lituanie                    |
| --------------------------------------------------------------------------------------------- | ------------------------------------- | ------------------------------------- | --------------------------- |
| Population                                                                                    | 1 126 413 (1934)                      | 1 905 000 (1935)                      | 2 575 400 (1938)            |
| Première occupation soviétique                                                                |                                       |                                       |                             |
| Déportations de juin (1940-1941)                                                              | 9 267 (2 409 exécutés)                | 15 424 (9 400 morts en chemin)        | 17 500                      |
| Victimes de la répression (arrestations, torture, procès politiques, emprisonnements, autres) | 8 000                                 | 21 000                                | 12 900                      |
| Exécutions extrajudiciaires                                                                   | 2 000                                 | Inconnu                               | 3 000                       |
| Occupation nazie                                                                              |                                       |                                       |                             |
| Extermination des minorités locales                                                           | 992 Juifs 300 Roms                    | 70 000 Juifs ~1 900 Roms              | 196 000 Juifs ~4 000 Roms   |
| Extermination des juifs extérieurs                                                            | 8 000                                 | 20 000                                | Inconnu                     |
| Meurtres de civils                                                                            | 7 000                                 | 16 300                                | 45 000                      |
| Travaux forcés                                                                                | 3 000                                 | 16 800                                | 36 500                      |
| Seconde occupation soviétique                                                                 |                                       |                                       |                             |
| Opération Priboi 1948-1949                                                                    | 1949 : 20 702 (3 000 morts en chemin) | 1949 : 42 231 (8 000 morts en chemin) | 1948 : 41 000 1949 : 32 735 |
| Autres déportations entre 1945 et 1956                                                        | 650                                   | 1 700                                 | 59 200                      |
| Arrestations et emprisonnements politiques                                                    | 30 000 (11 000 morts)                 | 32 000                                | 186 000                     |
| Partisans d'après-guerres tués ou emprisonnés                                                 | 8 468 (4 000 tués)                    | 8 000 (3 000 tués)                    | 21 500                      |

## Conséquences

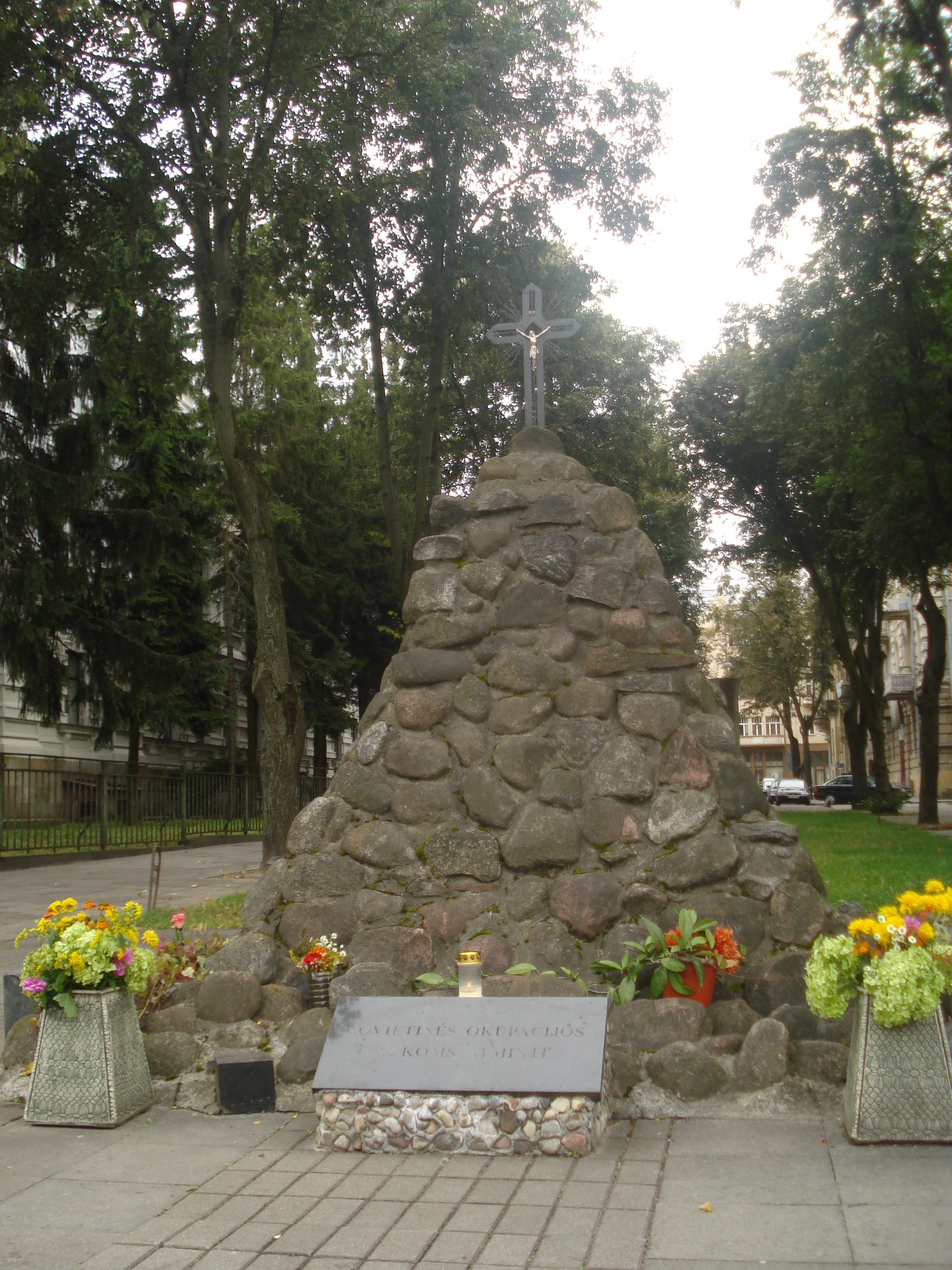
Monument aux victimes lituaniennes de l'occupation soviétique dans l'avenue Gediminas, Vilnius.
.

### Économie
L'Union soviétique et ses successeurs (notamment la fédération de Russie) n'ont jamais versé de réparations aux États baltes.

### Population et langue
Dans les années qui ont suivi le rétablissement de l'indépendance des pays baltes, des tensions persistent entre les autochtones des pays baltes et les colons russes ethniques et leurs descendants ayant fait le choix de rester en Estonie et en Lettonie. Bien que l'obtention de la citoyenneté de ces états baltes soit relativement accessible, certains experts notent un manque d'attention aux droits des individus russophones et apatrides dans les États baltes, tandis que toutes les organisations internationales s'accordent à dire qu'aucune forme de discrimination systématique envers la population russophone ou russe ethnique et/ou apatride ne peut être observée.

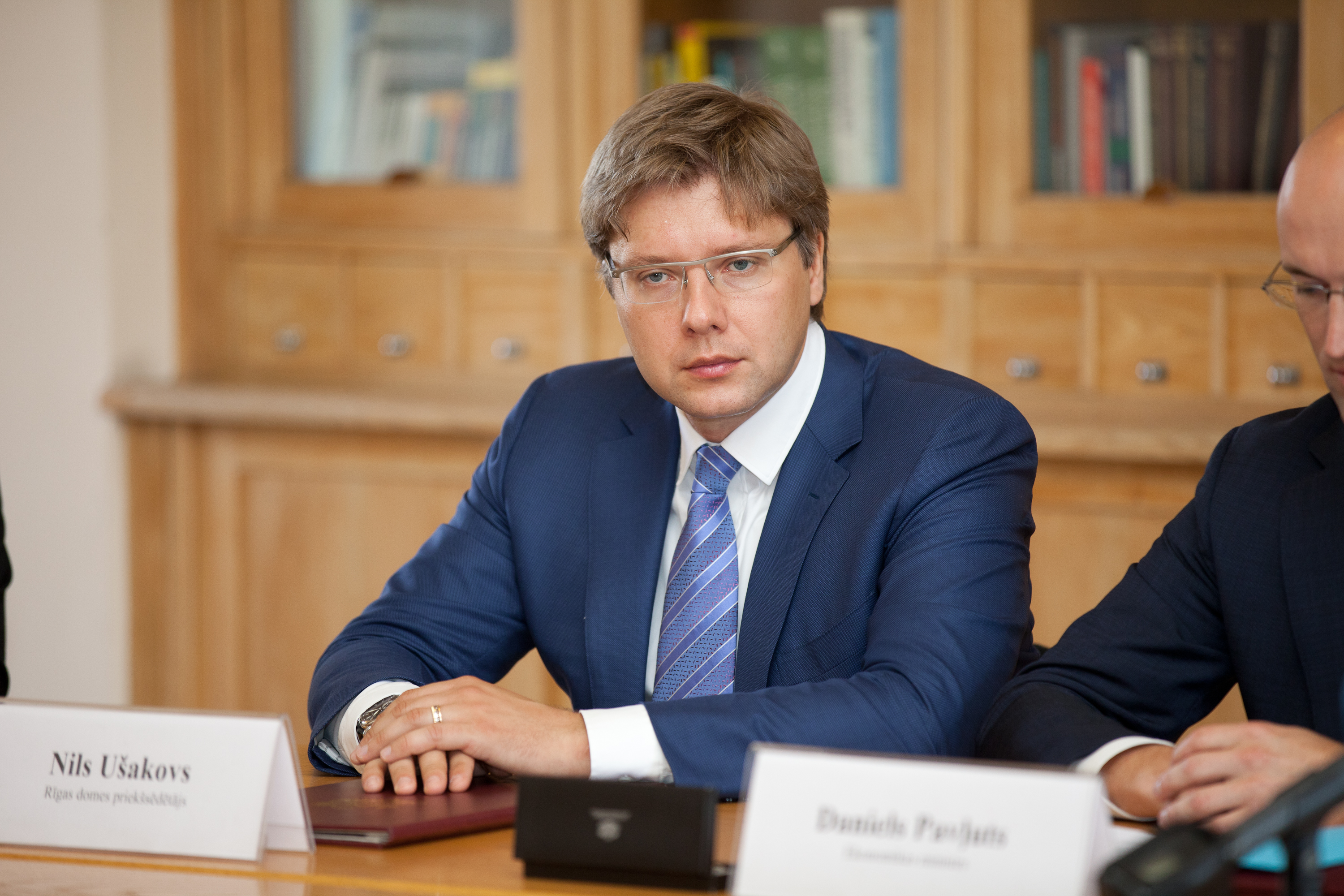
Nils Ušakovs, le premier maire russe ethnique de Riga, dans la Lettonie indépendante.

En 1993, l'Estonie est critiquée pour des problèmes liés à l'intégration de certains résidents permanents au moment de l'indépendance de l'Estonie. Selon un rapport de 2008 du rapporteur spécial sur le racisme au Conseil des droits de l'homme des Nations unies, les représentants des communautés russophones en Estonie témoignent de discriminations basées sur la langue (paragraphe 56) plutôt que sur l'appartenance ethnique. Le rapporteur formule plusieurs recommandations, dont le renforcement du médiateur de justice, la facilitation de l'octroi de la citoyenneté aux personnes de nationalité indéterminée et une remise en cause de la politique linguistique pour élaborer des stratégies reflétant mieux le caractère multilingue de la société (paragraphes 89–92). L'Estonie est critiquée par le Comité pour l'élimination de la discrimination raciale de l'ONU entre autres pour son emphase mise sur la langue estonienne dans la stratégie d'intégration de l'État, pour l'utilisation d'une approche punitive dans la promotion de la langue estonienne, pour les restrictions d'utilisation de la langue minoritaire dans les services publics, le faible niveau de représentation des minorités dans la vie politique, le nombre élevé persistant de personnes ayant une citoyenneté indéterminée, etc..
Selon l'auteure israélienne Yaël Ronen (he) du Centre Minerva des droits de l'homme à l'université hébraïque de Jérusalem, les régimes illégaux prennent généralement des mesures pour changer la structure démographique du territoire qu'ils contrôlent, généralement par deux méthodes : le déplacement forcé de la population locale et le transfert de leur propre population dans le territoire. Elle cite l'exemple des pays baltes comme un cas où ce phénomène s'est produit, avec les déportations de 1949 combinées à de grandes vagues d'immigration en 1945–1950 et 1961–1970. Lorsque le régime illégal a transitionné vers un régime légal en 1991, le statut de ces colons est devenu une question.

### Architecture
L'auteure Aliide Naylor souligne l'héritage persistant de l'architecture moderniste soviétique dans la région, de nombreuses structures emblématiques de l'Union soviétique dans les pays baltes tombant en désuétude ou étant démolies complètement. Des débats sont en cours concernant leur avenir.

## Continuité étatique des États baltes

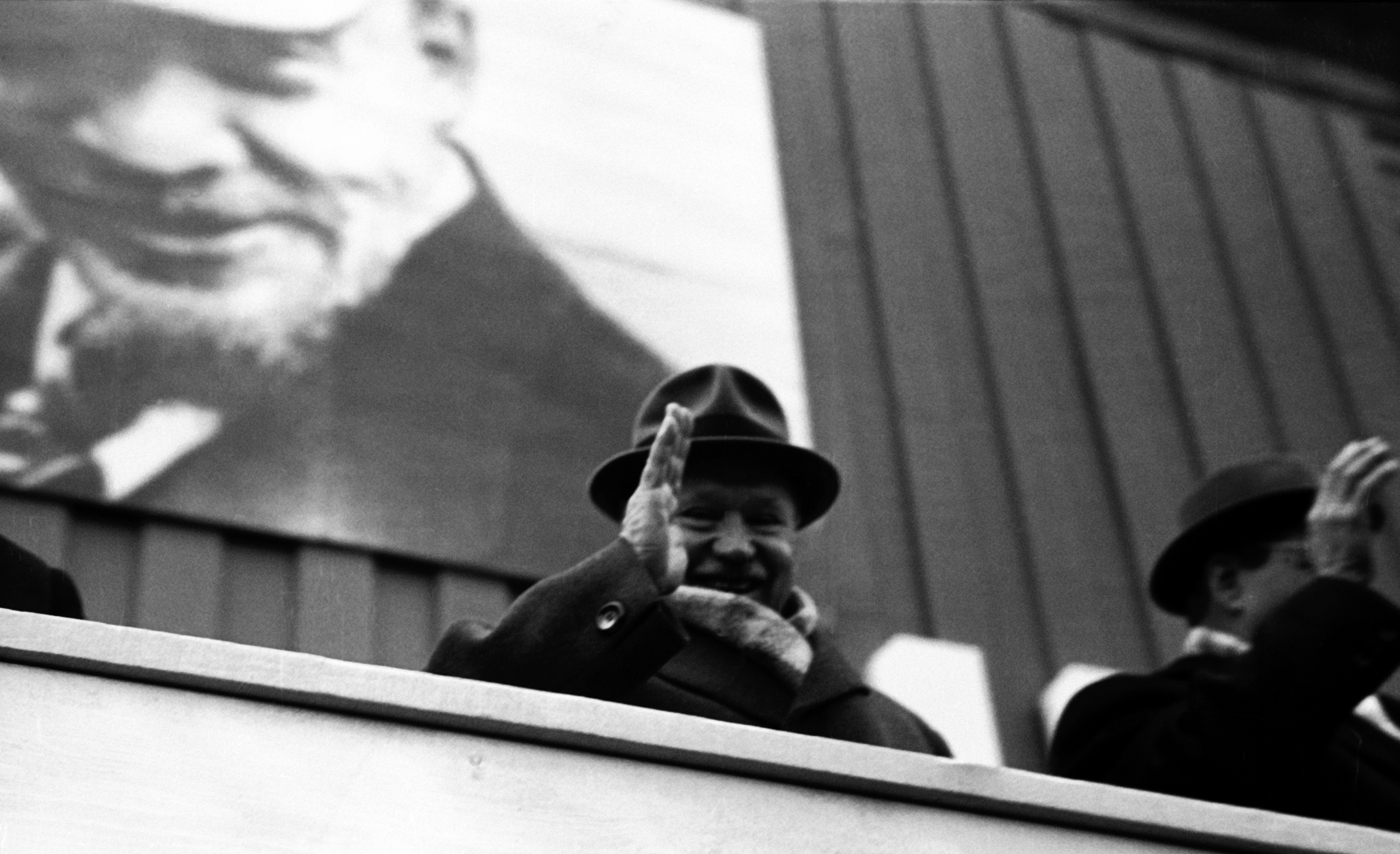
Antanas Sniečkus, le dirigeant du Parti communiste de Lituanie de 1940 à 1974.

La revendication balte de continuité avec les républiques d'avant-guerre est acceptée par la plupart des puissances occidentales. En conséquence de la politique de non-reconnaissance de la prise de ces pays par l'Union soviétique,, combinée à la résistance du peuple balte au régime soviétique, le fonctionnement ininterrompu d'organes d'État rudimentaires en exil associé au principe juridique fondamental ex injuria jus non oritur (selon lequel aucun avantage légal ne peut découler d'un acte illégal), l'occupation des États baltes est jugée illégale ainsi la souveraineté n'a jamais été transféré à l'Union soviétique et les États baltes ont continué à exister en tant que sujets du droit international.
La position officielle de la Russie, qui a choisi en 1991 d'être le successeur légal et direct de l'URSS, est que l'Estonie, la Lettonie et la Lituanie ont rejoint librement de leur propre gré en 1940, et, avec la dissolution de l'URSS, ces pays sont devenus des entités nouvellement créées en 1991. La position de la Russie est basée sur le désir d'éviter une responsabilité financière, l'idée étant que reconnaître l'occupation soviétique ouvrirait la voie à des demandes de compensation futures de la part des États baltes.

## Relation avec la Russie
Les Pays Baltes font encore de nos jours l'objet de convoitises et subissent régulièrement des tentatives de déstabilisation de la part de la Russie à la fois pur des raisons stratégiques avec le golfe de Finlande et la Mer Baltique et au nom du concept d'étranger proche, une région supposée refléter la grandeur soviétique perdue et cherchant à l'en préserver de l’emprise de "l’Occident collectif" contre lequel se dresse la Russie, au nom d'un principe affiché de supériorité morale teinté d'un messianisme russe historique.
Elle se manifeste via des campagnes d'intimidation, des opérations de désinformation et de propagandes ciblées, de l'espionnage, des cyberattaques (ex. : cyberattaques de 2007 en Estonie) ou encore des troubles à l'ordre public (émeutes, manifestations, etc.) et depuis la guerre en Ukraine par des attaques sur des infrastructures névralgiques comme les câbles sous-marin en Mer Balique.
Ces derniers, bien que bénéficiant de l' intégration au sein de l'Union Européenne et de l'OTAN depuis 2004 et dont ils ont fait un objectif prioritaire dès 1991 pour se prémunir contre toute nouvelle ingérence russe future sur leur territoire, continuent à l'instar de la Pologne dépecée en 1939 par la Russie avec l'Allemagne nazie, de considérer la Russie avec une extrême méfiance après les années d'occupation subies.
Ils restent partisan d'une ligne politique ferme à son égard dont ils dénoncent l'impérialisme russe renouvelé et redouté depuis 2004 et davantage depuis l'annexion illégale de la Crimée en 2014. A cette occasion, la présidente lituanienne Dalia Grybauskaité a déclaré : “Un pays qui dit à ses troupes de retirer leurs insignes militaires, qui déploie une armée et de lourds équipements sans signe de reconnaissance, un tel pays porte tous les signes d’un État terroriste”.
De ce fait, les Pays Baltes regrettent amèrement l'aveuglement des principales puissances européennes, l'Allemagne et la France notamment, jusqu'en Février 2022 avec le démarrage de la guerre en Ukraine, véritable électrochoc qui a révélé pour nombre de capitales européenne la véritable nature du projet russe et donné raison à leur positon d'intransigeance,,.
Avec la guerre en Ukraine dont ils sont des soutiens puissants, les menaces d'attaques hybrides et les déclarations russes ont redoublé comme les velléités d'annulation de leur indépendance annoncé par la Douma (le Parlement Russe), le placement sur une liste de recherche de nombreux hommes et femmes politiques baltes. Ces actes poussent encore davantage les trois Etats baltes à accélerer leur programme d'indépendance énergétique vis à vis de la Russie entreprise depuis 1991 et à devenir des chefs de file dans la lutte contre l'impérialisme russe et notamment à l'échelle de l'Union Européenne dont leurs positions sont désormais reconnues. Elles se sont notamment concrétisées avec la nomination officielle le 3 décembre 2024 de la chef d'Etat Estonienne, Kaja Kallas, en tant que Haute Représentante de l'Union européenne pour les affaires étrangères et la politique de sécurité de l'Union européenne,,,,,,,.

## Historiographie soviétique et russe

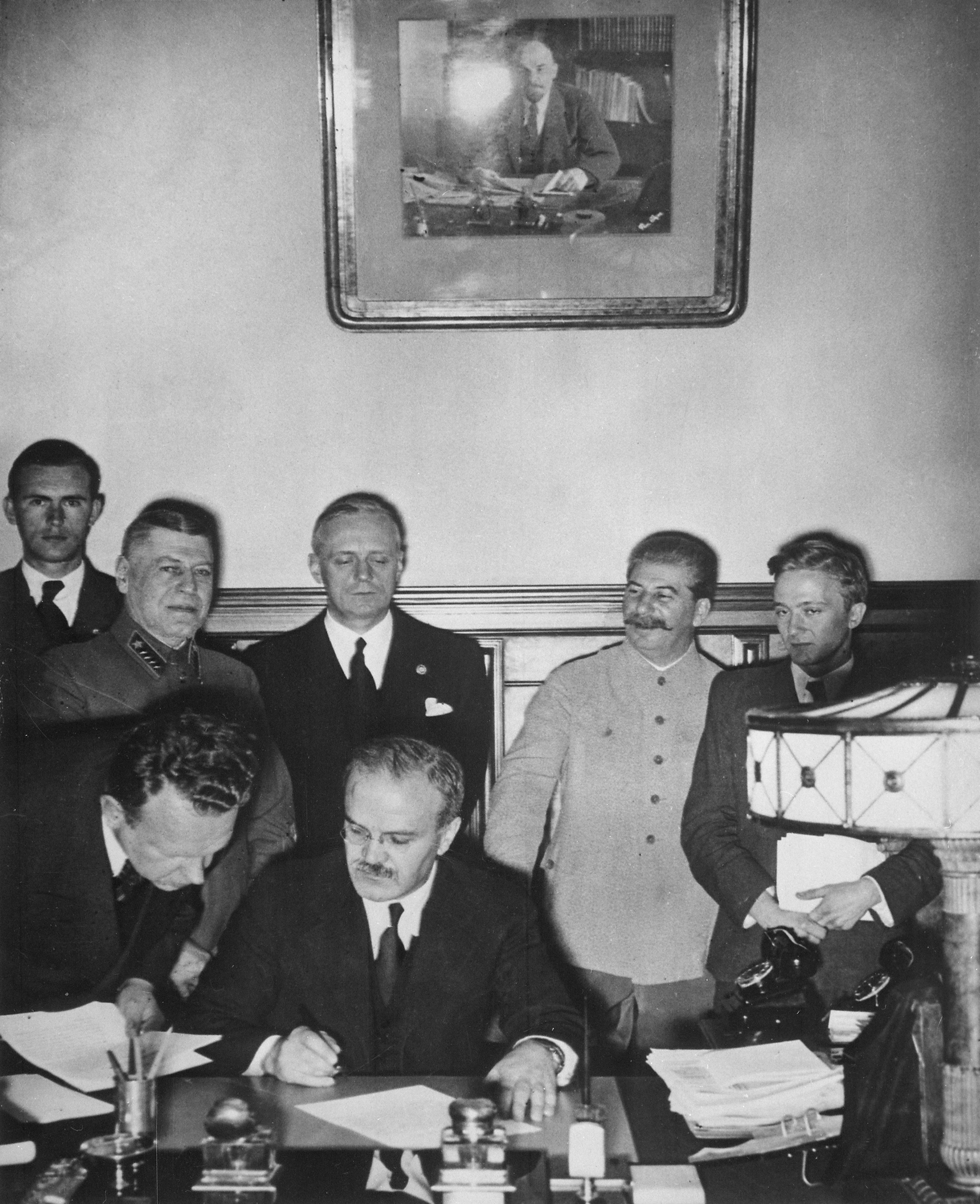
Viatcheslav Molotov, ministre des affaires étrangère de l'URSS, signe le traité germano-soviétique d'amitié le 28 septembre 1939 à Moscou.

Les historiens soviétiques considéraient l'incorporation de 1940 comme une adhésion volontaire à l'URSS par les Baltes. L'historiographie soviétique promouvait les intérêts de la Russie et de l'URSS dans la région balte, et elle reflétait la conviction de la plupart des Russes qu'ils avaient des droits moraux et historiques pour contrôler et russifier l'ensemble de l'ancien empire. Pour les historiens soviétiques, l'annexion de 1940 n'était pas seulement une adhésion volontaire, mais était aussi la chose naturelle à faire. Ce concept enseignait que la sécurité militaire de la Russie mère était consolidée et qu'aucun argument ne pouvait s'y opposer.

### Point de vue soviétique
Avant la Perestroïka, l'Union soviétique niait l'existence des protocoles secrets et considérait les événements de 1939-1940 comme suit : le Gouvernement de l'Union soviétique suggéra que les gouvernements des pays baltes concluent des traités d'assistance mutuelle entre les pays. La pression des travailleurs força les gouvernements des pays baltes à accepter cette suggestion. Les pactes d'assistance mutuelle furent ensuite signés, ce qui permettait à l'URSS de stationner un nombre limité d'unités de l'Armée rouge dans les pays baltes. Les difficultés économiques et le mécontentement de la population à l'égard des politiques des gouvernements baltes qui avaient saboté l'application du pacte, ainsi que l'orientation politique des gouvernements des pays baltes vers l'Allemagne, ont conduit à une situation révolutionnaire en juin 1940. Pour garantir l'application du pacte, des unités militaires supplémentaires sont entrées dans les pays baltes, accueillies par les travailleurs qui exigeaient la démission des gouvernements baltes. En juin, sous la direction des partis communistes, des manifestations politiques ont eu lieu. Les gouvernements fascistes ont été renversés, et des gouvernements ouvriers ont été formés. En juillet 1940, des élections pour les Parlements baltes ont eu lieu. Les Unions des travailleurs, créées sur l'initiative des partis communistes, ont obtenu la majorité des voix. Les Parlements ont adopté les déclarations de restauration des pouvoirs soviétiques dans les pays baltes et ont proclamé les républiques socialistes soviétiques. Les déclarations des souhaits de l'Estonie, de la Lettonie et de la Lituanie de rejoindre l'URSS ont été adoptées et le Soviet suprême de l'Union soviétique a fait la demande en conséquence. Les demandes ont été approuvées par le Suprême Soviétique de l'URSS.
Le Falsificateurs de l'histoire, édité par Staline et publié en 1948, déclare à propos de la nécessité des invasions de juin 1940 que « des pactes avaient été conclus avec les États baltes, mais il n'y avait pas encore de troupes soviétiques capables de défendre les positions ». Il déclare également à propos de ces invasions que « seuls les ennemis de la démocratie ou les personnes qui avaient perdu leur bon sens pouvaient décrire ces actions du gouvernement soviétique comme de l'agression ».
À la suite de la réévaluation de l'histoire soviétique pendant la Perestroïka, l'URSS a condamné le protocole secret de 1939 entre l'Allemagne et elle-même qui avait conduit à l'invasion et à l'occupation,.

### Historiographie russe à l'ère post-soviétique
Il y avait relativement peu d'intérêt pour l'histoire des États baltes pendant l'ère soviétique, qui étaient généralement traités comme une entité unique en raison de l'uniformité de la politique soviétique dans ces territoires. Depuis la chute de l'Union soviétique, deux camps généraux se sont formés dans l'historiographie russe. L'un, le libéral-démocratique (либерально-демократическое), condamne les actions de Staline et le Pacte germano-soviétique et ne reconnaît pas les États baltes comme ayant rejoint l'URSS volontairement. L'autre, le national-patriotique (национально-патриотическое), affirme que le Pacte germano-soviétique était nécessaire à la sécurité de l'Union soviétique, que l'adhésion des pays baltes à l'URSS était la volonté du prolétariat – conformément à la politique de la période soviétique, « la « nécessité d'assurer la sécurité de l'URSS », la « révolution populaire » et l'« adhésion volontaire » » – et que les partisans de l'indépendance des pays baltes étaient les agents des agences de renseignement occidentales cherchant à renverser l'URSS.
L'historien soviéto-russe Vilnis Sīpols affirme que les ultimatums de Staline en 1940 étaient des mesures défensives prises en raison de la menace allemande et n'avaient aucun lien avec les « révolutions socialistes » dans les États baltes. Les arguments selon lesquels l'URSS devait annexer les États baltes pour défendre la sécurité de ces pays et éviter une invasion allemande dans les trois républiques se retrouvent également dans le manuel universitaire Histoire moderne de la Patrie.
Sergey Chernichenko, juriste et vice-président de l'Association russe de droit international, affirme qu'il n'y avait pas d'état de guerre déclaré entre les États baltes et l'Union soviétique en 1940, et que les troupes soviétiques ont occupé les États baltes avec leur accord. De plus, la violation par l'URSS des dispositions des traités antérieurs ne constituait pas une occupation. L'annexion ultérieure n'était ni un acte d'agression ni coercitif et était totalement légale selon le droit international de 1940. Les accusations de « déportation » de ressortissants baltes par l'Union soviétique sont donc sans fondement, car les individus ne peuvent pas être déportés dans leur propre pays. Il qualifie les Waffen-SS d'organisation criminelle condamnée à Nuremberg et leur commémoration dans les pays baltes « ouvertement encouragée pro-nazie » (откровенно поощряются пронацистские) en tant que héros cherchant à libérer les pays baltes (des Soviétiques) d'un acte de « cécité nationaliste » (националистическое ослепление). En ce qui concerne la situation actuelle dans les pays baltes, Chernichenko soutient que la « théorie de l'occupation » est la thèse officielle utilisée pour justifier la « discrimination des habitants russophones » en Estonie et en Lettonie, et prédit que les trois gouvernements baltes échoueront dans leur « tentative de réécrire l'histoire ».
Selon l'historien révisionniste Oleg Platonov, « du point de vue des intérêts nationaux de la Russie, l'unification était historiquement justifiée, car elle ramenait à la composition de l'État des terres russes anciennes, bien que partiellement habitées par d'autres peuples ». Le Pacte germano-soviétique et les protocoles, y compris le démembrement de la Pologne, n'ont fait que réparer le détachement de la Russie de ses territoires historiques par la « révolution anti-russe » et « l'intervention étrangère ».
En revanche, le professeur et doyen de l'École des relations internationales et vice-recteur de l'université d'État de Saint-Pétersbourg, Konstantin K. Khudoley, considère l'incorporation des États baltes en 1940 comme non volontaire. Il estime que les élections n'étaient ni libres ni équitables et que les décisions des nouveaux parlements élus de rejoindre l'Union soviétique ne peuvent pas être considérées comme légitimes, car ces décisions n'ont pas été approuvées par les chambres hautes des parlements des États baltes respectifs. Il soutient également que l'incorporation des États baltes n'avait aucune valeur militaire pour la défense contre une éventuelle agression allemande, car elle renforçait l'opinion publique anti-soviétique chez les futurs alliés britanniques et américains, tournait les populations autochtones contre l'Union soviétique et le mouvement de guérilla ultérieur dans les États baltes après la Seconde Guerre mondiale causait des problèmes intérieurs à l'Union soviétique.
Avec l'avènement de la Perestroïka et sa réévaluation de l'histoire soviétique, le Soviet suprême de l'URSS a condamné en 1989 le Pacte germano-soviétique de 1939 entre l'Allemagne et l'Union soviétique, qui avait conduit à la division de l'Europe de l'Est et à l'invasion et l'occupation des trois pays baltes,.
Bien que cette action n'ait pas déclaré que la présence soviétique dans les pays baltes était une occupation, la république socialiste fédérative soviétique de Russie et la république de Lituanie l'ont affirmé dans un accord ultérieur, lors de l'effondrement de l'Union soviétique. La Russie, dans le préambule de son traité du 29 juillet 1991, « traité entre la république socialiste fédérative soviétique de Russie et la république de Lituanie sur les bases des relations entre États », a déclaré qu'une fois que l'URSS aurait éliminé les conséquences de l'annexion de 1940, violant la souveraineté de la Lituanie, les relations Russie-Lituanie s'amélioreraient davantage.
Cependant, la position officielle actuelle de la Russie contredit directement son rapprochement antérieur avec la Lituanie ainsi que sa signature de l'adhésion au Conseil de l'Europe, où elle a accepté les obligations et les engagements, y compris « iv. en ce qui concerne la compensation pour les personnes déportées des États baltes occupés et les descendants des déportés, comme indiqué dans l'avis no 193 (1996), paragraphe 7.xii, pour régler ces questions aussi rapidement que possible... »,. Le gouvernement russe et les responsables d'État soutiennent maintenant que l'annexion soviétique des États baltes était légitime et que l'Union soviétique a libéré les pays des nazis. Ils affirment que les troupes soviétiques sont entrées initialement dans les pays baltes en 1940 à la suite d'accords et du consentement des gouvernements baltes. Leur position est que l'URSS n'était pas en état de guerre ni engagée dans des activités de combat sur les territoires des trois États baltes, par conséquent, le terme « occupation » ne peut pas être utilisé. Selon le Ministère russe des Affaires étrangères « Les assertions sur l'« occupation » par l'Union soviétique et les revendications connexes ignorent toutes les réalités légales, historiques et politiques, et sont donc totalement infondées. ».
Cette vision russe particulière est appelée le « Mythe de 1939-40 » par David Mendeloff, professeur agrégé des affaires internationales, qui affirme que l'idée que l'Union soviétique n'a ni « occupé » les États baltes en 1939 ni ne les a « annexés » l'année suivante est largement répandue et profondément ancrée dans la conscience historique russe.